# Manon Brunet
Manon Brunet (Lió, 7 de febrer de 1996) és una esportista francesa que competeix en esgrima, especialista en la modalitat de sabre.
Va participar en dos Jocs Olímpics d'Estiu, i hi va guanyar dues medalles a Tòquio 2020, plata en la prova per equips (juntament amb Sara Balzer, Cécilia Berder i Charlotte Lembach) i bronze en la prova individual, i el quart lloc a Rio de Janeiro 2016, en la prova individual. Als Jocs Olímpics d'estiu de 2024 realitzats a París (França) aconseguí guanyar la medalla d'or en la prova individual femenina de sabre.
Va guanyar cinc medalles (1 d'or) en el Campionat Mundial d'Esgrima entre els anys 2014 i 2023, i nou medalles (2 d'or) en el Campionat d'Europa d'esgrima entre els anys 2014 i 2023.

## Palmarès internacional
| Jocs Olímpics      | Jocs Olímpics           | Jocs Olímpics | Jocs Olímpics    |
| Any                | Lloc                    | Medalla       | Prova            |
| ------------------ | ----------------------- | ------------- | ---------------- |
| 2020               | Tòquio ( Japó)          | 2             | Sabre per equips |
| 2020               | Tòquio ( Japó)          | 3             | Sabre individual |
| 2024               | París ( França)         | 1             | Sabre individual |
| Campionat del món  |                         |               |                  |
| Any                | Lloc                    | Medalla       | Prova            |
| 2014               | Kazan ( Rússia)         | 2             | Sabre per equips |
| 2017               | Leipzig ( Alemanya)     | 3             | Sabre per equips |
| 2018               | Wuxi ( R.P. de la Xina) | 1             | Sabre per equips |
| 2019               | Budapest ( Hongria)     | 2             | Sabre per equips |
| 2023               | Milà ( Itàlia)          | 2             | Sabre per equips |
| Campionat d'Europa |                         |               |                  |
| Any                | Lloc                    | Medalla       | Prova            |
| 2014               | Estrasburg ( França)    | 2             | Sabre per equips |
| 2015               | Montreux ( Suïssa)      | 2             | Sabre per equips |
| 2016               | Toruń ( Polònia)        | 2             | Sabre per equips |
| 2017               | Tbilisi ( Geòrgia)      | 3             | Sabre per equips |
| 2018               | Novi Sad ( Sèrbia)      | 3             | Sabre per equips |
| 2019               | Düsseldorf ( Alemanya)  | 2             | Sabre individual |
| 2019               | Düsseldorf ( Alemanya)  | 3             | Sabre per equips |
| 2023               | Plòvdiv ( Bulgària)     | 1             | Sabre individual |
| 2023               | Cracòvia ( Polònia)     | 1             | Sabre per equips |